# کارلو دل اومودرم
کارلو دل اومودرم (انگلیسی: Carlo Dell'Omodarme؛ زادهٔ ۱۱ فوریهٔ ۱۹۳۸) بازیکن فوتبال اهل ایتالیا است.
از باشگاه‌هایی که در آن بازی کرده‌است می‌توان به باشگاه فوتبال آلساندریا، باشگاه فوتبال پارما، باشگاه فوتبال یوونتوس، باشگاه فوتبال کومو، و باشگاه فوتبال اسپال اشاره کرد.